# Byrds (Album)
Byrds ist das 1973er Comeback-Musikalbum der US-amerikanischen Folk-Rock-Band The Byrds. Es ist seit 1966 das erste Album, auf dem alle fünf Gründungsmitglieder der Band spielen. Trotz schlechter Kritiken wurde Byrds ein kommerzieller Erfolg, wie ihn die Band seit ihrem zweiten Album Turn! Turn! Turn! nicht mehr erlebt hatte. In den USA erreichte das Album in den Charts seinen Höhepunkt bei Platz 20, in Großbritannien kam es bis Platz 31.

## Geschichte
Im Spätjahr 1972 befanden sich alle fünf Original Byrds in einer Situation des Umbruchs. Roger McGuinn hatte seit 1968 eine Band unter dem Namen Byrds, aber mit neuem Personal geführt, war jedoch zunehmend unzufrieden mit dem Projekt. Gene Clark hatte mit seinen Solo-Alben und den beiden LPs als Dillard and Clark zwar gute Kritiken erhalten, war kommerziell jedoch weitgehend erfolglos geblieben. Schon 1970 hatte er seine Fühler wieder nach den Original Byrds ausgestreckt, die ihn auf seinen Songs One In A Hundred / She’s The Kind Of Girl, die erst 1972 auf der LP Roadmaster erscheinen sollten, begleiteten. Crosby, Stills, Nash & Young waren zum Duo Crosby & Nash geschrumpft. Chris Hillman war zwar noch offiziell Mitglied von Manassas, die Gruppe war jedoch in Auflösung begriffen. In den letzten Tagen der McGuinn-Columbia-Byrds ersetzte er bei einigen noch zu erledigenden Konzerten den zuvor entlassenen Skip Battin an der Bassgitarre. Michael Clarke schließlich hatte nach seinem Ausstieg bei den Flying Burrito Brothers 1971 eine Auszeit vom Musikgeschäft genommen.
Produzent David Geffen, der 1968 mitgeholfen hatte, die komplizierte Vertragsloslösung von David Crosby bei Columbia Records und Graham Nash bei EMI Records und ihren neuen Vertrag zusammen mit Stephen Stills bei Atlantic Records zu bewerkstelligen, war mittlerweile selbst Besitzer des Plattenlabels Asylum Records.
Nach dem Vorbild von CSN schlug er eine Reunion der Original Byrds auf der Grundlage einer lockeren Zusammenarbeit vor, der die Musiker zustimmten. Der mit Asylum geschlossene Vertrag wurde demnach auch nicht mit der Gruppe The Byrds geschlossen, sondern mit den einzeln namentlich genannten Musikern.
Die Aufnahmen zum gemeinsamen Album fanden im Aufnahmestudio von Wally Heider statt, in dem auch die Alben von CSN(Y) entstanden waren. Außer Clarke steuerte jeder der Musiker eigene Kompositionen bei. Zwei Coverversionen von Neil-Young-Songs wurden von Clark, die Bearbeitung eines Liedes von Joni Mitchell von Crosby vorgeschlagen. Crosby, der zu dieser Zeit den berühmtesten Namen trug, fungierte offiziell als Produzent.
Nach Erscheinen des Albums wurde dieses von der Musikpresse vorwiegend kritisch bewertet. Es war von Enttäuschung über das Ergebnis die Rede und Geffen wurde verdächtigt, er habe mit einer Art CSNY-Kopie nur finanzielle Interessen verfolgt.
Den Musikern selbst wurde vorgeworfen, sie hätten ihre besten Songs für Solo-Projekte zurückgehalten.
Aus späterer Sicht war die Reaktion der Musikpresse, die von den Fans angesichts des Top-Twenty-Erfolges des Albums nicht geteilt wurde, zum Teil verständlich. Zum einen wurde die Erwartung eines Byrds-Überraschungsalbums wie in den Jahren 1965 bis 1968 enttäuscht. Gleichzeitig entsprach der Sound der Aufnahmen zwar zeitgenössischem Country-Rock mit vorwiegend akustischen Gitarren und Mandoline, jedoch weniger CSNY, sondern vielmehr anderen erfolgreichen Bands der Zeit wie Eagles. Diese Anlehnung wurde jedoch gerade in einer Zeit kritisiert, als kommerzielle Interessen als nicht mit den Ideen der Jugendbewegung vereinbar gesehen wurden. Die Medienkritik wiederum führte zu Selbstkritik, gegenseitigen Vorwürfen unter den Musikern und der Aufgabe aller Pläne der weiteren Zusammenarbeit. Eine Tournee, bei der die Original Byrds neben CSNY und einer Reunion der Flying Burrito Brothers auftreten sollten, wurde abgesagt.

## Songs
Roger McGuinn brachte auf dem Album zwei Eigenkompositionen ein. Born To Rock'n'Roll war der letzte Song gewesen, den er mit den Clarence White / Columbia Records Byrds aufgenommen, auf deren letzten Album Farther Along jedoch nicht mehr veröffentlicht hatte. Es handelte sich dabei nicht so sehr um einen klassischen Rock ’n’ Roll, vielmehr um einen Mid-Tempo Rock mit Byrds-Backgroundgesang. McGuinn nahm das Stück erneut 1975 für sein Album Roger McGuinn & Band auf.
Sweet Mary war zusammen mit Jacques Levy geschrieben worden, mit dem McGuinn bereits 1970 für das Album (Untitled) und das geplante Musical Gene Tryp gearbeitet hatte. Es handelte sich dabei um ein Lied, das stark von britischen Folksongs beeinflusst war. McGuinn hatte schon mit Pretty Polly (Outtake des Albums Sweetheart of the Rodeo) und Jack Tarr the Tailor (Album Ballad of Easy Rider) ähnliche Versuche unternommen.
Gene Clark steuerte die wohl stärksten Songs mit Full Circle und Changing Heart bei. Ersterer war schon 1971 Teil seines Repertoires und wurde, zusammen mit Kollegen der Flying Burrito Brothers, aufgenommen, aber erst 1972 auf Roadmaster veröffentlicht. Mit einprägsamer Melodie, Bluegrass-Rhythmus, Hillman an der Mandoline und unverkennbaren Byrds-Harmonies war Full Circle am besten geeignet die Band auf einer Single zu vertreten. Changing Heart war stilistisch ähnlich aufgebaut.
Zusätzlich brachte Clark die Bearbeitungen zweier Lieder von Neil Young ein. (See The Sky) About To Rain war das wohl am stärksten an die Byrds von 1965 bis 1966 erinnernde Stück, mit im Vordergrund stehendem Harmoniegesang und mehreren elektrischen Gitarren, darunter die 12-saitige Rickenbacker von McGuinn. Cowgirl In The Sand ähnelte Young’s eigener Version auf dem CSNY-Live-Album 4 Way Street.
David Crosby hatte den Song Laughing schon 1967 geschrieben und für eine Aufnahme mit den Byrds vorgesehen. Nach seinem Ausscheiden aus der Band dauerte es bis 1971, bis er ihn für sein Solo-Album If I Could Only Remember My Name... aufnahm. Mit den Original-Byrds wurde sein ursprüngliches Vorhaben nunmehr realisiert. Mit Long Live The King setzte er die Tradition seiner eher vom Blues beeinflussten Lieder fort, bei denen er weniger als Byrds-Harmoniesänger als vielmehr Solosänger fungierte, entsprechend dem Anfang seiner Karriere in Folkclubs. Diese zweite Seite seines Vortrages hatte er während der Zeit mit den Byrds (z. B. What’s Happening?!?! auf dem Album Fifth Dimension), aber auch mit CSN(Y) (z. B. Long Time Gone auf dem Album Crosby, Stills and Nash) gepflegt. Sein dritter Beitrag bestand aus der Bearbeitung eines Songs seiner Freundin Joni Mitchell, For Free.
Chris Hillman hatte seine beiden Beiträge mit Ex-Kollegen von Manassas geschrieben, den kräftigen Rocksong Things Will Be Better Now mit Schlagzeuger Dallas Taylor, der schließlich als Single erschien, und das, stilistisch an Manassas erinnernde Lied Borrowing Time mit dem Percussion-Spieler Joe Lala. Hillman zeigte mit seinen Beiträgen, dass er zeitgenössische Rocksongs schreiben wollte. Er hatte damit 1967 auf dem Album Younger Than Yesterday mit Have You Seen Her Face und Thoughts And Words begonnen und führte dieses bis zu seinen Solo-Alben Mitte der 1970er Jahre und seinen Aufnahmen als McGuinn, Clark & Hillman bzw. McGuinn & Hillman Ende der 1970er Jahre fort.
Michael Clarke steuerte zwar keine eigenen Songs bei, jedoch ein kräftiges, von Selbstvertrauen geprägtes Spiel an Schlagzeug und Percussion (z. B. Congas bei Borrowing Time). Seine Erfahrungen mit den Flying Burrito Brothers bis 1971 hatten ihn gestärkt und sollten ihm eine sehr erfolgreiche Karriere ab 1974 mit der Band Firefall ermöglichen.
Das Album wurde zum erfolgreichsten der Byrds seit Turn! Turn! Turn! und The Byrds Greatest Hits. Die negativen Kritiken in der Musikpresse und die daraufhin einsetzenden Streitereien untereinander verhinderten jedoch bis zum Jahr 1990 jede weitere Byrds-Reunion. Seit 1990 einigten sich die Musiker in Interviews darauf, dass das Album 1972 zu schnell aufgenommen worden, außer Clarke jeder damals mit eigenen Projekten beschäftigt und keine Zeit vorhanden gewesen war, in Ruhe einen neuen Sound für die Band zu finden.
Drei Singles wurden von dem Album ausgekoppelt, die allerdings keine Spuren in den Charts hinterließen. Im Januar des Jahres 1973 erschien Things Will Be Better/For Free, im Februar kam Full Circle/Long Live the King auf den Markt. Cowgirl in the Sand erschien nach Veröffentlichung des Albums im April, auch hier war Long Live the King als B-Seite ausgewählt worden.

## Titelliste

### A-Seite
1. Full Circle (Gene Clark) – 2:43
2. Sweet Mary (Roger McGuinn/Jacques Levy) – 2:55
3. Changing Heart (Gene Clark) – 2:42
4. For Free (Joni Mitchell) – 3:50
5. Born to Rock’n’Roll (Roger McGuinn) – 3:12

### B-Seite
1. Things Will Be Better (Chris Hillman/Dallas Taylor) – 2:13
2. Cowgirl in the Sand (Neil Young) – 3:24
3. Long Live the King (David Crosby) – 2:17
4. Borrowing Time (Chris Hillman/Joe Lala) – 2:00
5. Laughing (David Crosby) – 5:38
6. (See the Sky) About to Rain (Neil Young) – 3:49